# Los de atrás vienen conmigo
Los de atrás vienen conmigo è il terzo album del gruppo musicale portoricano Calle 13 pubblicato il 21 ottobre 2008 dalla Warner Music Latina.

## Tracce
1. Intro/Crónica de un nacimiento (E. Abraham) - 1:35
2. Que lloren (E. Cabra) — 4:39
3. No hay nadie como tú (Featuring Café Tacuba) (R. Ortega, E. Arroyo, J. Arroyo, R. Pérez, E. Cabra) — 4:53
4. Gringo Latin Funk (E. Cabra) — 4:16
5. Ven y critícame (R. Arcuate, E. Cabra) — 4:25
6. Esto con eso (featuring Juanes) (E. Cabra) — 4:10
7. La perla (featuring La Chilinga & Rubén Blades) (E. Cabra) — 6:56
8. Electro Movimiento (featuring Afrobeta) (R. Arcuate, E. Cabra) — 3:16
9. Intro fiesta de locos (E. Cabra) — 0:18
10. Fiesta de locos (E. Cabra) — 4:27
11. Los de atrás vienen conmigo (featuring La Banda Escolar de Aibonito) (R. Arcuate, E. Cabra) — 3:36
12. Tal para cual (featuring PG-13) (E. Cabra) — 3:47
13. Interlude (Irie Rasa Man) (E. Cabra) — 0:22
14. Bienvenidos a mi mundo (R. Arcuate, E. Cabra) — 3:57
15. John, el esquizofrénico (R. Arcuate, E. Cabra) — 4:34
16. Outro (E. Cabra) — 0:47

Bonus track della versione iTunes
1. Combo imbécil (featuring Vicentico) (L. Bulacio, D. Ramírez, E. Cabra) — 4:36

Bonus track della versione Zune
1. Pal' nrte (Don Cheto Mix) (featuring Orishas & Don Cheto)  — 4:23
2. Japón — 4:00

## Singoli
- Que lloren (2008)
- No hay nadie como tú (2008)
- Electro Movimiento (2009)
- La perla (2009)
- Fiesta de Locos (2009)

## Classifiche
| Classifica (2008)               | Posizione più alta |
| ------------------------------- | ------------------ |
| U.S.A. Billboard 200            | 89                 |
| U.S. Billboard Top Latin Albums | 3                  |
| U.S. Billboard Top Rap Albums   | 19                 |